# Montello e Colli Asolani rosso superiore
Il Montello e Colli Asolani rosso superiore è un vino DOCG la cui produzione è consentita nella provincia di Treviso.

## Caratteristiche organolettiche
- colore: rosso rubino tendente al granato con l'invecchiamento.
- odore: intenso, caratteristico, gradevole, tendente all'etereo se invecchiato.
- sapore: asciutto, sapido, robusto, lievemente erbaceo, armonico.

## Produzione
Provincia, stagione, volume in ettolitri
- nessun dato disponibile